# Saint-Michel-Mont-Mercure
Saint-Michel-Mont-Mercure korábbi község Franciaország Loire mente régiójában, Vendée megyében. 2016. január 1-jén három másik korábbi községgel egyesült és az így létrejött Sèvremont új község része lett.
Lakosainak száma 2053 fő (2018. január 1.). Saint-Michel-Mont-Mercure Le Boupère, Les Châtelliers-Châteaumur, Les Epesses, Saint-Mars-la-Réorthe és Saint-Paul-en-Pareds községekkel határos.

## Népesség
A település népessége az elmúlt években az alábbi módon változott:
| Lakosok száma | 1390 | 1447 | 1460 | 1673 | 1798 | 1944 | 2024 | 1976 | 2058 | 2053 |
|               | 1962 | 1968 | 1975 | 1982 | 1990 | 2008 | 2013 | 2015 | 2017 | 2018 |